# 因尾村
因尾村（いんびむら）は、大分県南海部郡にあった村。現在の佐伯市、豊後高田市の一部にあたる。

## 地理
番匠川上流域の山間地帯に位置していた。
- 山岳：楯ケ城山[2]

## 歴史
- 1889年（明治26年）4月1日、町村制の施行により、南海部郡因尾村、井ノ上村、上津川村、堂ノ間村、山部村が合併して村制施行し、因尾村が発足[1][2]。旧村名を継承した因尾、井ノ上、上津川、堂ノ間、山部の5大字を編成[2]。
- 1955年（昭和30年）6月1日、南海部郡中野村と合併し、本匠村を新設して廃止された[1][2]。

## 産業
- 農業